# Рошіорі (Нямц)
Рошіорі (рум. Roșiori) — село у повіті Нямц в Румунії. Входить до складу комуни Дулчешть.
Село розташоване на відстані 286 км на північ від Бухареста, 34 км на схід від П'ятра-Нямца, 61 км на захід від Ясс.

## Населення
За даними перепису населення 2002 року у селі проживали 302 особи, усі — румуни. Усі жителі села рідною мовою назвали румунську.